# 원동초등학교 (경남)
원동초등학교는 대한민국 경상남도 양산시 원동면 원리에 있는 공립 초등학교이다.

## 학교 연혁
- 1922년 11월 15일 원동공립보통학교 개교
- 1938년 4월 1일 원동공립심상소학교로 개칭[1]
- 1941년 4월 1일 원동공립국민학교로 개칭[2]
- 1977년 4월 28일 학교원장 블록담 및 운동장 공사
- 1978년 8월 19일 2층 본관교실 완공
- 1981년 3월 1일 병설유치원 개원
- 1991년 3월 23일 학교 급식실 준공 및 급식 실시
- 1996년 3월 1일 원동초등학교로 개칭[3]
- 1999년 9월 1일 쌍포분교장 통폐합
- 2000년 11월 13일 급식소 개축
- 2000년 12월 7일 경남정보대학과 자매학교 결연
- 2001년 12월 13일 본관 교사 3교실 증축
- 2006년 3월 1일 이천분교 병설유치원 개원
- 2017년 2월 17일 제91회 졸업식(4083명)
- 2017년 3월 1일 제38대 윤인숙 교장 취임

## 참고 자료
- 원동초등학교 - 한국교육학술정보원 학교알리미